# Єзерсько (община)
Община Єзерсько (словен. Občina Jezersko) — одна з общин у північно-західній Словенії. Адміністративним центром є місто Згорнє Єзерсько. Знаходиться на кордоні з Австрією. Основними секторами економіки є лісове господарство, туризм і тваринництво.

## Населення
У 2010 році в общині проживало 672 осіб, 331 чоловіків і 341 жінок. Чисельність економічно активного населення (за місцем проживання), 258 осіб. Середня щомісячна чиста заробітна плата одного працівника (EUR), 849,45 (в середньому по Словенії 966.62). Приблизно кожен другий житель у громаді має автомобіль (55 автомобілів на 100 жителів). Середній вік жителів склав 42,0 роки (в середньому по Словенії 41.6).